# Districte de Chapai Nawabganj
El districte de Nawabganj o Chapai Nawabganj (চাঁপাই নবাবগঞ্জ জেলা) és una divisió administrativa de Bangladesh a la divisió de Rajshahi. La capital és Nawabganj o Chapai Nawabganj, abans Baragharia Nawabganj. Té una superfície de 1.744,33 km² i una població de 
Els rius principals són el Ganges, Mahananda, Pagla, Moraganga i Punarbhaba. Les principals depressions són Beel Bhatia, Beel Choral, Beel Hogla, Beel Singra, Sukrabari Damos, Maricha Dara, Beel Putimari, Beel Anal i Kumiradaha 

## Administració
El districte està format per 5 upaziles, amb 3 municipalitats, 33 wards, 134 mahalles, 45 union parishads, 830 mouzes i 1136 pobles. Les upaziles són:
- Bholahat ভোলাহাট উপজেলা
- Gomastapur গোমস্তাপুর উপজেলা
- Nachole Upazila নাচোল উপজেলা
- Nawabganj নবাবগঞ্জ উপজেলা
- Shibganj শিবগঞ্জ উপজেলা

Les tres municipalitats són: 
- Nawabganj Sadar, নবাবগঞ্জ সদর
- Shibganj, শিবগঞ্জ
- Rohanpur, রহনপুর

Fou un dels territoris afectats per la revolta del índigo o blauet dirigida per Dewanatullah Chowdhury el 1830-1835. Era una thana del districte de Malda, però el 1947 amb la partició, Malda va quedar a l'Índia i la jurisdicció fou traspassada al Pakistan Oriental, i va passar a ser una subdivisió del districte de Rajshahi. El 1949 fou teatre de la revolta de camperols organitzada per Ila Mitra. El 1984 es va formar el districte separat.

## Llocs interessants
- Mesquita Choto Sona
- Mesquita Darashbari (1479)
- Palau Rajbari
- Baragharia Kacharibari (Oficina de Recaptació)
- Mesquita de Chapai
- Stupa budista de Naoda
- Monestir de Jora Math
- Palau Nachole